# Skiregion Ostalpen
Skiregion Ostalpen est le nom commercial désignant le regroupement de 34 stations de ski situées dans les Alpes de l'Est autrichiennes, de part et d'autre de la frontière entre la Basse Autriche et le nord-est de la Styrie.
Les domaines skiables, cumulant un total de 285 km de pistes desservies par 138 remontées mécaniques, sont reliés entre eux uniquement par la route.
- 21 stations de ski sont situées en Basse Autriche :
  - Annaberg
  - Forsteralm
  - Gemeindealpe
  - Hochkar
  - Hohe-Wand-Wiese
  - Jauerling
  - Josefsberg
  - Karlstift
  - Königsberg (Göstlinger Alpen)
  - Lackenhof
  - Lilienfeld
  - Lunz am See - Helmel
  - Mönichkirchen
  - Puchberg am Schneeberg
  - Puchenstuben
  - Raxalpe
  - Rohr im Gebirge
  - Sankt Corona am Wechsel
  - Unterberg
  - Semmering

- Treize stations de ski sont situées en Styrie :
  - Aflenz Bürgeralm
  - Alpl
  - Hohe Veitsch
  - Hauereck
  - Lammeralm
  - Mariazeller Bürgeralpe
  - Niederalpl
  - Joglland
  - Schmoll
  - Steirischer Seeberg
  - Stuhleck
  - Turnau